# Índex de percepció de la corrupció
| 90–100 80–89 70–79 60–69 50–59 40–49 |
| 30–39 20–29 10–1 9 0–9 Sense dades   |

Visió mundial de l'índex de percepció de la corrupció de 2024.

Des de 1995, Transparència Internacional (TI) anualment publica l'índex de percepció de la corrupció (CPI) la classificació de països "pels seus nivells de percepció de corrupció, segons el que determina les avaluacions d'experts i enquestes d'opinió". el CPI defineix generalment la corrupció com "l'abús del poder públic per al benefici privat".
A 2012, el CPI classifica a 176 països "en una escala de 100 (molt net) a 0 (altament corrupte)". En anys anteriors, l'escala anava des de 10 a 0.

## Mètodes
Transparency International encarregà a Johann Graf Lambsdorff de la Universitat de Passau per tal que produís l'Índex de Percepció de la Corrupció (CPI).
el CPI de 2012 es basa en 13 enquestes i avaluacions diferents de 12 institucions diferents. Les institucions són el Banc Africà del Desenvolupament, la Fundació Bertelsmann, l'Economist Intelligence Unit, Freedom House, Global Insight, Institut Internacional per al Desenvolupament de la Gestió, Consultoria de Risc Polític i Econòmic, Political Risk Services, el Fòrum econòmic mundial, el Banc Mundial i la Projecte de Justícia. Moltes d'aquestes organitzacions privades tenen forts llaços amb determinats governs o nacions, com ara el Banc Mundial, que és finançat per alguns països.
Les 13 enquestes / avaluacions són o enquestes d'opinió de gent de negocis o avaluacions d'acompliment d'un grup d'analistes. Els primers CPIs van utilitzar enquestes d'opinió pública. Els països han de ser avaluats per almenys tres fonts per tal d'aparèixer en el CPI.
El CPI mesura la percepció de la corrupció a causa de la dificultat de mesurar els nivells absoluts de corrupció.

### Validesa
Un estudi publicat el 2002 va trobar una "significativa correlació molt forta" entre l'Índex de Percepció de la Corrupció i altres dos poders de la corrupció, l'activitat del Mercat Negre i l'excés de regulació. Els tres indicadors també tenien una correlació altament significativa amb el producte intern brut real per capita (PIBR / Cap). La correlació entre l'índex de percepció de la corrupció i el PIBR / Cap era el més fort.

### Comparació entre anys
Com que les fonts d'informació canvien, comparar les puntuacions de corrupció i la classificació d'un any a un altre no és apropiat. A més, la metodologia d'aquest índex va canviar el 2012. No obstant això, amb la nova metodologia, a partir de 2013 serà possible fer una comparació entre un any i l'altre.

## Informe del 2012
A l'informe de 2012, els països que van ser classificats com els que tenien els nivells més baixos de corrupció percebuda van ser: Dinamarca, Finlàndia, Nova Zelanda, Suècia, Singapur, Suïssa, Austràlia, Noruega, Canadà, Països Baixos, Islàndia i Luxemburg.

## Relació amb el creixement del PIB i la inversió estrangera
Els treballs d'investigació publicats el 2007 i 2008 examinaven les conseqüències econòmiques de la percepció de la corrupció, segons es defineix en el CPI. Els investigadors van trobar una correlació entre un CPI elevat i un creixement econòmic superior i a llarg termini, així com un augment en el creixement del PIB de l'1,7% per cada augment d'una unitat en la puntuació del CPI d'un país. També es mostra la dependència de la llei de potències vinculant l'alta puntuació en el CPI amb l'alta proporció d'inversió estrangera en un país.

## Crítica
Com que la corrupció està deliberadament oculta, és impossible mesurar-ho directament, per això s'utilitzen substituts de corrupció.
Els mitjans de comunicació solen utilitzar els nombres en brut com un criteri per a valorar el funcionament del govern, sense aclarir el que signifiquen els nombres. Una oficina local de Transparència Internacional va repudiar els resultats de l'índex després d'un canvi en la metodologia que va causar un increment - els mitjans de comunicació ho va reportar com un "progrés". Altres crítics assenyalen que els problemes de definició amb el terme "corrupció" fa que el terme sigui problemàtic per les ciències socials.
Molts advocats assessoren a les empreses internacionals a consultar el CPI quan es tracta de mesurar el risc de Pràctiques Corruptes Estrangeres de la Llei violacions en diferents nacions. Aquesta pràctica ha estat criticada, ja que el CPI pot estar subjecte a percepcions subjectives
i per tant no ha de ser considerat pels advocats com una mesura del risc real de la corrupció nacional.